# Francisco Pires de Gaioso e Almendra
Francisco Pires de Gaioso e Almendra (Rio de Janeiro, 1º de novembro de 1901 — ?, 18 de agosto de 1968) foi um político brasileiro. Exerceu o mandato de deputado federal constituinte pelo Piauí em 1934.